# Pflegamt Hiltpoltstein
Koordinaten: 50° N, 11° O

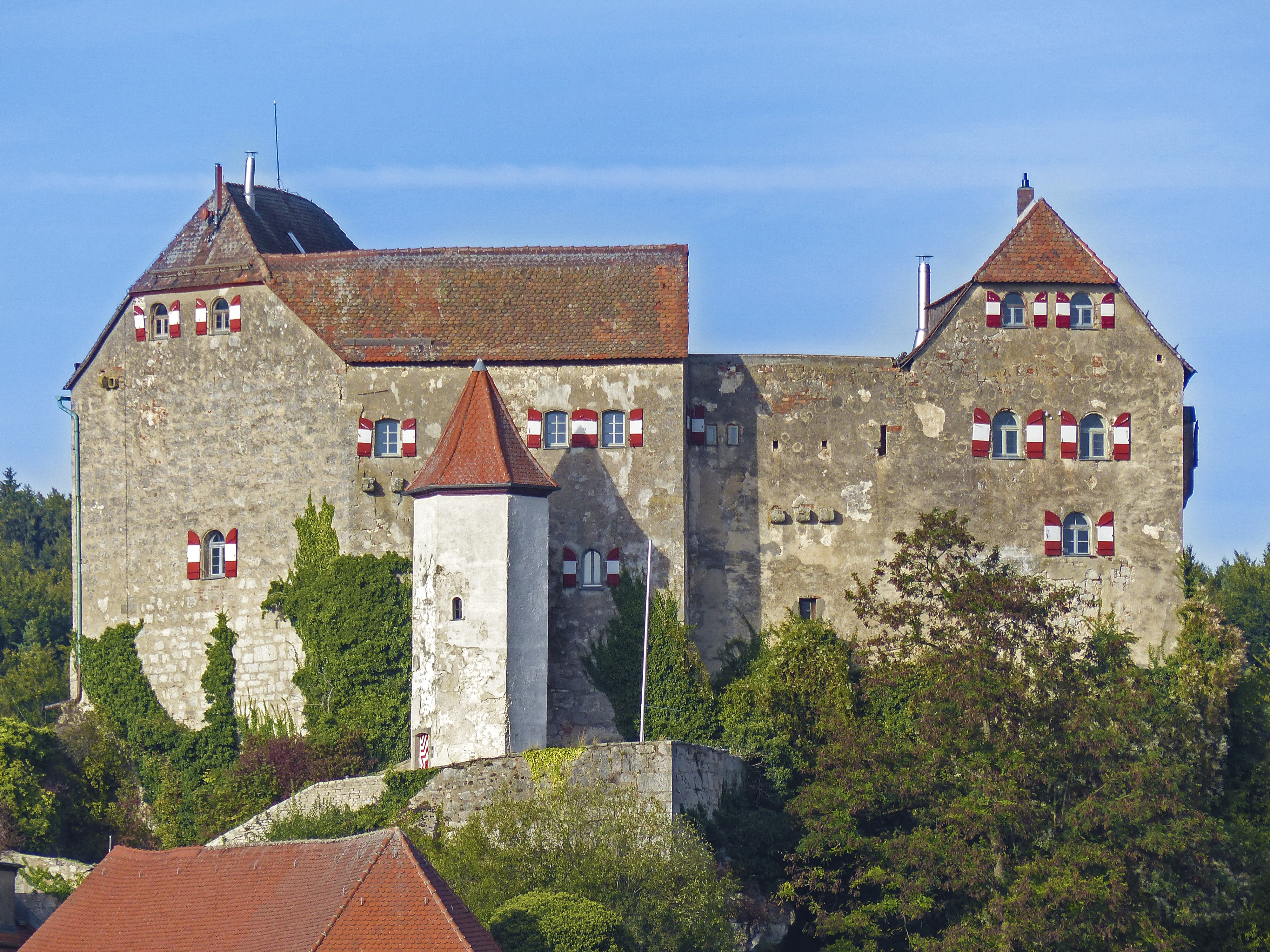
Burg Hiltpoltstein, Verwaltungssitz des Pflegamtes bis zum Bau des neuen Pflegschlosses im 17. Jahrhundert

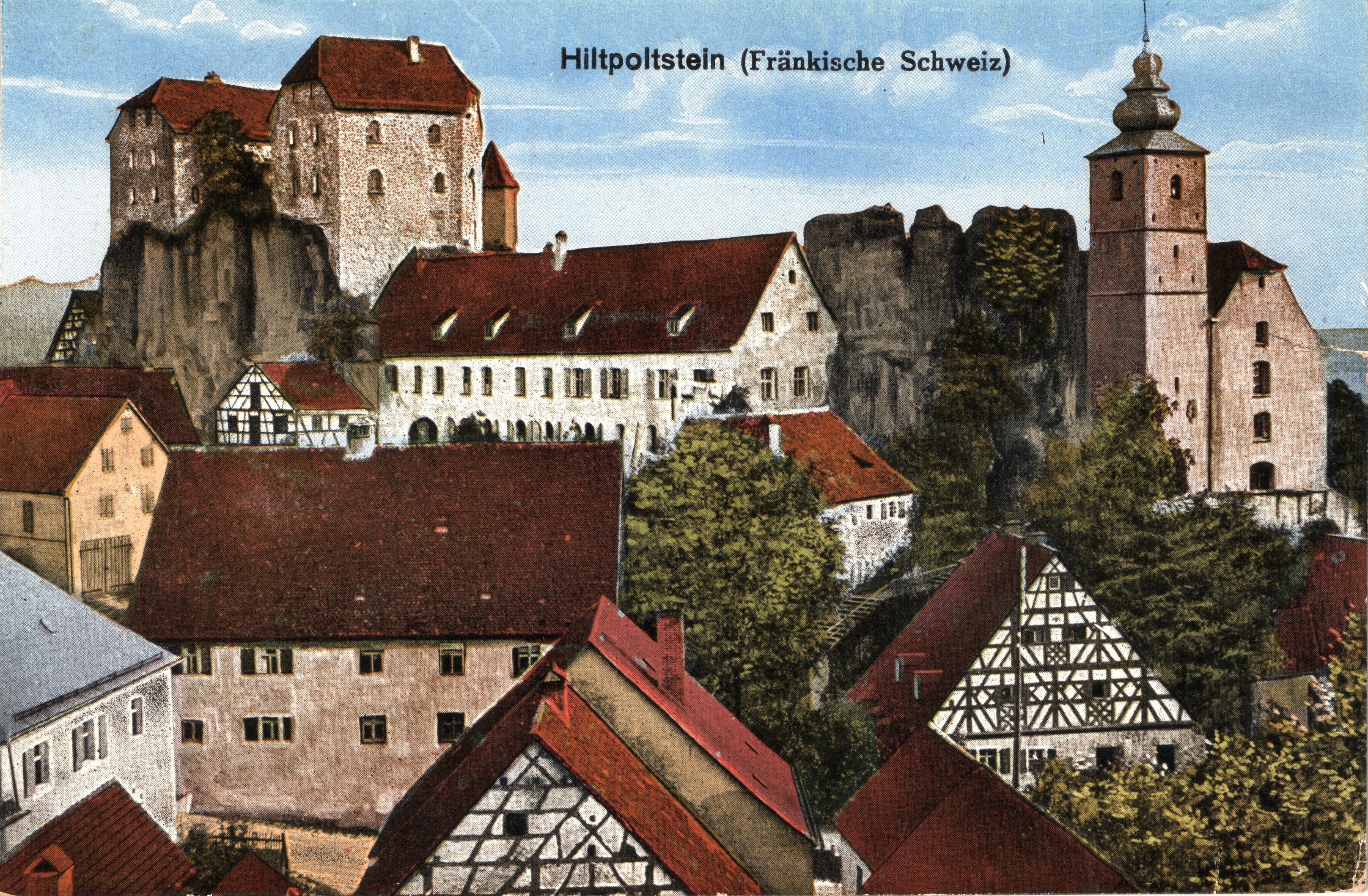
Pflegschloss aus dem 17. Jahrhundert (weißer Langbau zwischen Burg und Kirche), Ansicht von Nordwesten

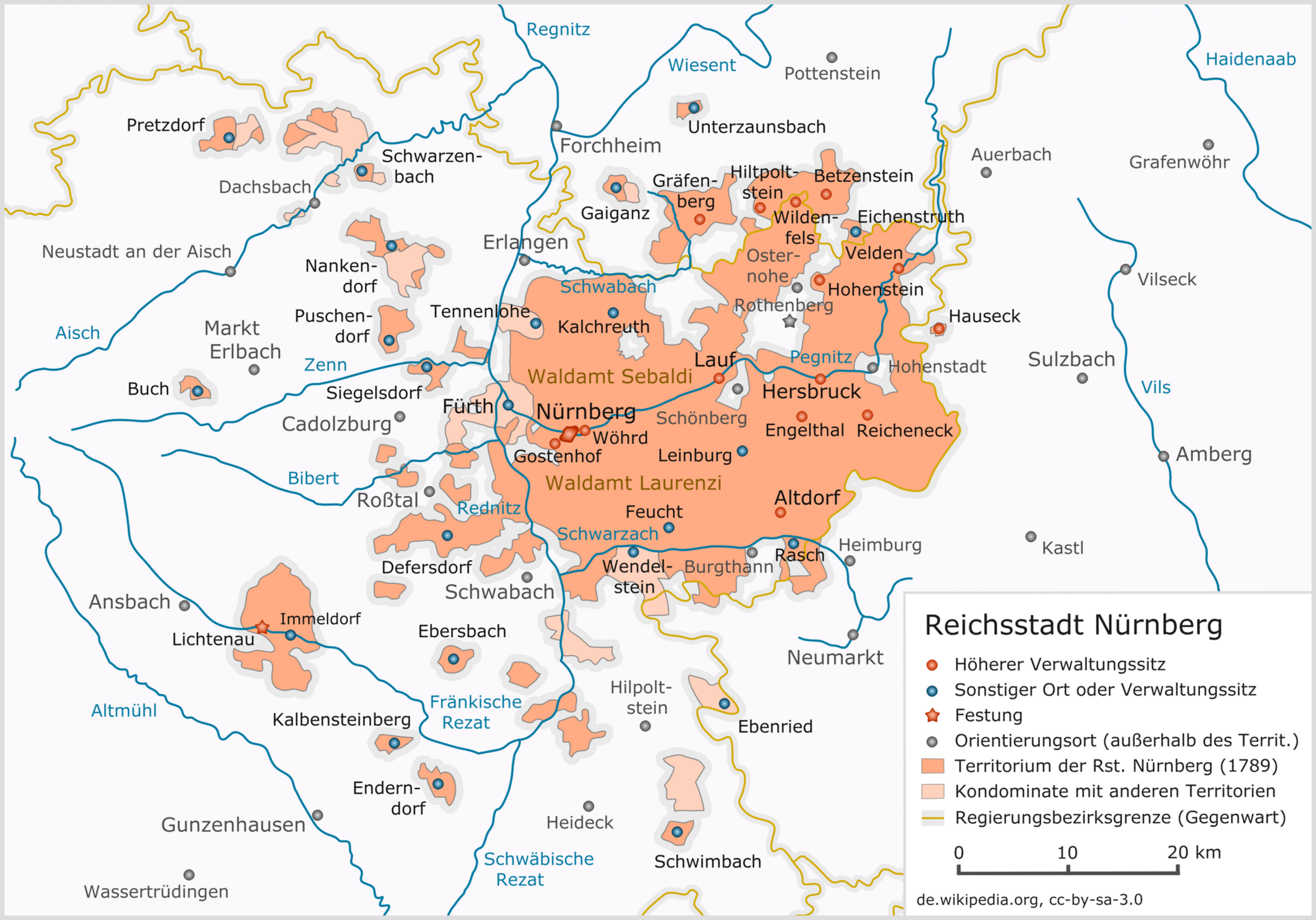
Das Landgebiet der Reichsstadt Nürnberg

Das Pflegamt Hiltpoltstein war eines der zeitweise mehr als ein Dutzend Verwaltungsgebiete, mit denen die Reichsstadt Nürnberg die Administration ihres Territorialbesitzes organisiert hatte. Der Markt Hiltpoltstein gehört heute verwaltungsrechtlich nicht mehr zum Nürnberger Land, sondern zum oberfränkischen Landkreis Forchheim.

## Geschichte

### Pflegamt auf Burg Hiltpoltstein
Das Pflegamt auf Burg Hiltpoltstein wurde eingerichtet, nachdem Hiltpoltstein 1353 an den böhmischen König Karl IV. verkauft worden war. Neben Erlangen war Hiltpoltstein damit in der zweiten Hälfte des 14. Jahrhunderts einer der nordwestlichsten Orte der böhmischen Krone (sog. Neuböhmen). Dieses Pflegamt, das auch für die Blutgerichtsbarkeit der Fraisch zuständig war, unterstand zunächst Sulzbach und ab 1373 dem Landgericht Auerbach. 
In der Nachfolge Karls IV. verpfändete König Wenzel die Burg im Jahre 1397 den ursprünglich aus Böhmen stammenden Bergbau-Unternehmern Herdegen und Peter Valzner. Die betuchten Brüder wurden 1403 zu Nürnberger Patriziern erhoben. Der Preis betrug 1000 Schock Prager Groschen, das entsprach bei einem Silbergehalt von zwölf Lot Feinsilber etwa zwei Zentnern Silber. Außerdem wurden vom Eigentümer, der böhmischen Krone, auf den Pfandbrief 400 Gulden für den Ausbau der Burg gewährt. Während die meisten neuböhmischen Besitztümer um 1400 wieder an die Kurpfalz abgetreten wurden, blieb Hiltpoltstein infolge des Pfandbriefes weiter unter böhmischer Hoheit und offenes Haus der böhmischen Könige.
Durch Heirat mit einer Valzner-Tochter gelangte das Adelsgeschlecht Seckendorff seit 1408 in den Pfandbesitz und hielt die Burg bis 1503. In diesem Jahr konnte sich die Reichsstadt Nürnberg den Pfandbrief vom Königreich Böhmen sichern, die an diesem strategisch wichtigen Amtssitz interessiert war. Der Kaufvertrag über 6000 Gulden wurde von Puta von Riesenberg eingefädelt, dem obersten Richter Böhmens. Die Reichsstadt investierte in den Folgejahren weitere 2000 Gulden in den Ausbau der Burg. Daher erhöhte König Ladislaus von Böhmen den Pfandbrief um ebendiese Summe, was am Sankt-Veits-Tag 1509 besiegelt wurde. Seit 1513 sind die Jahresberichte der in Hiltpoltstein ansässigen Pfleger an die Reichsstadt Nürnberg überliefert.

### Bau des neuen Pflegschlosses
Auf dem Plateau unterhalb der Burg wurde 1622 das neue Pflegschloss („Neues Schloss“) erbaut, das bis zur Auflösung im Jahre 1806 als Amtsgebäude fungierte. Zunächst wurde der Nordflügel mit den Amts- und Gerichtsräumen gebaut, in der zweiten Hälfte des 17. Jahrhunderts wurde der dem Burgfelsen vorgelagerte Ostflügel angefügt. Im ersten Obergeschoss des Ostflügels befand sich die Wohnung des Pflegers und seiner Familie.
Im Jahre 1624 übertrug Kaiser Ferdinand II. der Stadt Nürnberg schließlich den Pfandbesitz über Hiltpoltstein als böhmisches Lehen, was einer Verstetigung des Besitzes gleichkam.
Das Gebiet des Pflegamtes war in sich relativ geschlossen; allerdings gab es auch einige Enklaven, die der Landeshoheit anderer Territorialmächte unterstanden. So übte das Pflegamt Hiltpoltstein zwar die Hochgerichtsbarkeit über das außerhalb von Kappel gelegene Flurgebiet aus, innerhalb des Dorfes (inner Etters) oblag dieses Herrschaftsrecht aber dem pfalzbairischen Landrichteramt Schnaittach, ebenso auch wie die Dorf- und Gemeindeherrschaft. Bei Almos verhielten sich die Machtverhältnisse ähnlich. Hier hatte das Hiltpoltsteiner Pflegamt zwar die Hochgerichtsbarkeit auch über den Ortsbereich inne, die Dorf- und Gemeindeherrschaft wurde allerdings von dem zum Herzogtum Bayern (bzw. späterem Kurfürstentum Bayern) gehörenden Landgericht Auerbach ausgeübt und unterstand somit dessen Landeshoheit.
Dem Hiltpoltsteiner Pfleger wurde 1764 zusätzlich auch noch die Administration des Pflegamtes Hohenstein übertragen. Dem lag ein Beschluss des Nürnberger Rates zur Kostenreduzierung zugrunde. Die Geschichte des nürnbergischen Pflegamtes Hiltpoltstein endete 1806, als die Reichsstadt Nürnberg vom Königreich Bayern annektiert wurde. Die inneren Verwaltungsstrukturen des Pflegamtes blieben dabei zunächst noch unangetastet, was sich allerdings zwei Jahre später änderte. Denn im Mai 1808 wurden die neu hinzugewonnenen Gebiete des Königreichs von Maximilian von Montgelas einer neuen Organisationsstruktur unterworfen. Von 1808 bis 1810 gehörte Hiltpoltstein zum Landgericht Gräfenberg im Pegnitzkreis, ab 1810 zum Rezatkreis und ab 1817 zum Obermainkreis.